# 林聪 (演员)
林聪（英語：John Lam Chung，1945年—2021年1月31日），男，生于澳门，香港演員。主要作品有《英雄本色》、《江湖情》、《英雄好汉》、《龙在江湖》等。

## 生平
林聪在香港長大。2010年代长居湛江。
2021年1月31日因心脏病发作逝世。

## 電視劇

### 無綫電視
| 年份     | 劇名                 | 角色   |
| 1988年   | 阿德也瘋狂           |        |
| 1989年   | 吉星報喜             | 出塵子 |
| 1989年   | 萬家傳說             | 劉長史 |
| 1989年   | 花月佳期             |        |
| 1989年   | 燃情夜點：獵魂       |        |
| 1989年   | 末代天師             | 羅五湖 |
| 1989年   | 人海虎鯊             |        |
| 1989年   | 富貴流氓             |        |
| 1989年   | 飛虎群英             |        |
| 1989年   | 天變                 | 孟霹   |
| 1989年   | 俠客行               | 謝烟客 |
| 1990年   | 迴路                 |        |
| 1990年   | 我本善良             | 朱有貴 |
| 1990年   | 劍魔獨孤求敗         | 石世通 |
| 1990年   | 傲劍春秋             |        |
| 1991年   | 難忘的結局           | 彬哥   |
| 1991年   | 打工貴族：愛情度量衡 |        |
| 1991年   | 天龍奇俠             |        |
| 1991年   | 未婚爸爸             |        |
| 1993年   | 七色桌球夢           | 陳森   |
| 電視電影 |                      |        |
| 1989年   | 奪命情人             |        |
| 1989年   | 特警90               | 董明   |
| 1989年   | 難民營風暴           |        |
| 1989年   | 天涯路客             |        |
| 1990年   | 綫人                 |        |
| 1990年   | 挑戰巔峰             |        |

### 中國大陆
| 年份   | 劇名               | 角色     |
| 1997年 | 東方母親           | 炳叔     |
| 1999年 | 龍本多情           | 鐵拐老頭 |
| 2002年 | 非常公民           |          |
| 2018年 | 古董局中局         | 付貴     |
| 2023年 | 獵罪者(2020年拍攝) |          |

## 電影
| - 1981《處決》 - 1984《窺情》 - 1985《補鑊英雄》 - 1985《花街時代》 - 1986《聽不到的說話》 - 1986《痴心的我》 - 1986《夢中人》 - 1986《警賊兄弟》 - 1986《英雄正傳》 - 1986《龍在江湖》 - 1987《英雄好漢》 - 1987《心跳一百》飾 關九沙展 - 1987《江湖情》 - 1987《不是冤家不聚頭》 - 1987《鬼馬校園》飾 簡仁堅 - 1987《奪命佳人》 - 1987《城市麗人》 - 1987《你OK，我OK!》 - 1987《神奇兩女俠》 - 1987《天使行動》 - 1987《英雄本色續集》 - 1988《應召女郎1988》 - 1988《群鶯亂舞》 - 1988《火舞風雲》飾 馬友 - 1988《江湖接班人》 - 1988《血玫瑰》 - 1988《霸王女福星》 - 1989《第一繭》 - 1989《喋血雙雄》 - 1989《鐵膽雄風》 - 1989《開心巨無霸》飾 幫辦 - 1989《急凍奇俠》 - 1989《老虎出監》飾 大哥成 - 1989《不脫襪的人》 - 1989《求愛夜驚魂》 - 1989《打工狂想曲》 - 1989《烈火街頭》 - 1989《邊緣歲月》 - 1989《中日南北和》 | - 1990《鐵漢柔情》飾 秦國基 - 1990《舞台姊妹》 - 1990《聊齋艷譚》 - 1990《無名家族》 - 1990《天若有情》 - 1990《表姐，你好嘢！》 - 1990《喋血街頭》 - 1990《獄中龍》 飾 馮Sir - 1990《絕橋智多星》飾 阿陳 - 1990《龍鳳賊捉賊》 - 1990《賭王》 - 1991《天使特警》 - 1991《沙灘仔與周師奶》 - 1991《佈局》 - 1991《一觸即發》飾 金子平律師 - 1991《女機械人》 - 1991《表姐，妳好嘢 ! 續集》 - 1991《至尊無上II之永霸天下》 - 1991《子彈出租》飾 彪哥 - 1991《衝擊天子門生》 - 1991《驚天龍虎豹》飾 王山 - 1991《我為卿狂》飾 松田太郎 - 1992《童黨之街頭霸王》 - 1992《與鴨共舞》 - 1992《草莽英雌》 - 1993《縱橫天下》 - 2000《雷霆殺手》 - 2000《辣手狂花》 - 2002《亡命天涯》 |